# Dipoena abdita
Dipoena abdita är en spindelart som beskrevs av Willis J. Gertsch och Stanley B. Mulaik 1936. Dipoena abdita ingår i släktet Dipoena och familjen klotspindlar. Inga underarter finns listade i Catalogue of Life.